# ELV1S
ELV1S: 30 #1 Hits – album Elvisa Presleya wydany w 2002 roku, blisko dwadzieścia pięć lat po śmierci artysty. Płyta zawiera przeboje muzyka, które znalazły się na szczytach zestawień w USA, Australii oraz Wielkiej Brytanii.
Album zadebiutował na pierwszym miejscu amerykańskiej listy Billboard 200. Kompilacja była pierwszym albumem w dyskografii Presleya debiutującym na szczycie tego zestawienia, a także jego pierwszym numer jeden od 1973 roku. Na świecie płyta rozeszła się w liczbie ponad dwunastu milionów egzemplarzy. W samych Stanach sprzedano ponad 5 mln sztuk albumu (2009), co oznacza, że płyta pokryła się pięciokrotną platyną.

## Lista utworów
1. „Heartbreak Hotel”
2. „Don’t Be Cruel”
3. „Hound Dog”
4. „Love Me Tender”
5. „Too Much”
6. „All Shook Up”
7. „Teddy Bear”
8. „Jailhouse Rock”
9. „Don’t”
10. „Hard Headed Woman”
11. „One Night”
12. „(Now and Then There’s) A Fool Such as I”
13. „A Big Hunk o’ Love”
14. „Stuck on You”
15. „It’s Now or Never”
16. „Are You Lonesome Tonight?”
17. „Wooden Heart”
18. „Surrender”
19. „(Marie’s the Name) His Latest Flame”
20. „Can’t Help Falling in Love”
21. „Good Luck Charm”
22. „She’s Not You”
23. „Return to Sender”
24. „(You’re the) Devil in Disguise”
25. „Crying in the Chapel”
26. „In the Ghetto”
27. „Suspicious Minds”
28. „The Wonder of You”
29. „Burning Love”
30. „Way Down”
31. „A Little Less Conversation” (Elvis vs. JXL) (Radio Edit Remix)

Delixe Edition 2003
1. „Heartbreak Hotel” (rehearsal)
2. „All Shook Up” (rehearsal)
3. „Teddy Bear, Don’t Be Cruel” (rehearsal)
4. „A Big Hunk O’ Love” (take 2)
5. „Stuck on You” (take 1)
6. „It’s Now or Never” (takes 2 & 3)
7. „Surrender” (take 2)
8. „(Marie’s the Name) His Latest Flame” (rehearsal & take 2)
9. „She’s Not You” (take 2 & wp take 4)
10. „(You’re The) Devil in Disguise” (take 2 & 3)
11. „In the Ghetto” (take 1)
12. „Burning Love” (take 2)
13. „Way Down” (take 2)
14. „In the Ghetto” (vocal only outtake)
15. „A Little Less Conversation” (Elvis vs. JXL) (12” Extended Remix)